# PRIDE 21
PRIDE 21: Demolition fue un evento de artes marciales mixtas producido por PRIDE Fighting Championships, celebrado el 23 de junio de 2002 en el Saitama Super Arena de Saitama.
El evento se destacó por contar con el debut en PRIDE FC de Fiódor Yemeliánenko y Anderson Silva, dos de los más grandes peleadores de todos los tiempos.